# Кёпке, Густав
Густав Кёпке (нем. Georg Gustav Samuel Köpke; 1773—1837) — немецкий педагог, филолог и богослов; директор гимназии «Grauen Kloster» в Берлине.

## Биография
Родился 4 октября 1773 года в Медове близ Анклама. Был сыном евангелического пастора Самуэля Анастасиуса Кристофа Кёпке и Иоганны Саломеи, урожденной Хассельбах.
Сначала посещал латинскую школу в Анкламе, а с 1788 года — Иоахимстальскую гимназию в Берлине. В 1791 году он поступил в Галльский университет; изучая богословие, он посещал филологический семинар Фридриха Августа Вольфа. Однако финансовых средств хватило только на два года обучения. Хотя его заинтересовала филология, чтобы угодить отцу, он сдал экзамен pro licentia concionandi в Штеттине. Был принят на педагогический семинар Фридриха Гедике.
С 1793 года он преподавал в Köllnischen Gymnasium  (нем.), которая в то время уже была присоединена к гимназии «Grauen Kloster». В 1797 году, по предложению Гедике, он стал девятым постоянным учителем в гимназии «Grauen Kloster» — после получения в 1798 году в Галльском университете степени доктора философии, он стал в гимназии профессором и проректором. С 6 октября 1828 года он был директором гимназии «Grauen Kloster» и занимал эту должность до своей смерти. Во время его директорства в гимназии учился Отто фон Бисмарк.
С 1810 по 1828 год он также преподавал немецкий язык (а с 1816 года также историю старой и новой литературы) в только что основанной Военной академии. Во время войны шестой коалиции командовал ротой в звании капитана.
В 1816—1817 годах он входил в состав научной комиссии при евангелической консистории в Берлине по вопросам образования. Гейдельбергский университет присвоил ему степень доктора богословия 8 декабря 1827 года.
В 1831 году он был награждён орденом Красного орла 3-й степени (в 1835 году получил к ордену ленту).
Умер 28 июня 1837 года в Берлине после непродолжительной болезни; был похоронен на кладбище Св. Марии и Св. Николая в берлинском районе Пренцлауэр-Берг.